# Merikarejeva piramida
Merikarejeva piramida je neprepoznana staroegipčanska piramida, dokumentirana v napisih na pogrebnih stelah, ki stoji morda v severni Sakari. V piramidi je domnevno pokopan herakleopolijski faraon Merikare, ki je vladal proti koncu Desete dinastije okoli leta 2040 pr. n. št. Njegova piramida je morda istovetna z Brezglavo piramido v severni Sakari, čeprav je slednja verjetneje pripadala faraonu Menkauhorju.

## Dokazi
Merikarejeva piramida je njegova edina piramida, čerav še ni bila odkrita. Omenjena je na devetih napisih, od kateri je osem napisov iz severne Sakare. Izvor devetega ni znan. Iz napisov je razvidno, da se je piramida imenovala »Wadj Sut Merikare«, kar se prevaja kot »Cvetoča so Merikarejeva bivališča« ali »Sveža Merikarejeva bivališča«. Vsi napisi so bili najdeni v grobnicah svečenikov. Vsaj štirje med njimi so bili odgovorni za posmrtni kult faraonov Merikareja in Tetija iz Šeste dinastije. Svečeniki so živeli v obdobju zgodnje Dvanajste dinastije (1991 pr. n. št.–1802 pr. n. št.), kar kaže, da sta  bila posmrtna kulta obeh faraonov aktualna še v Srednjem kraljestvu in predvsem to, da bi morala biti Merikarejeva piramida v bližini Tetijeve piramide v Sakari.

## Ugotavljanje istovetnosti
Iz pogrebnih stel svečenikov iz Dvanajste dinastije je Cecil Mallaby Firth leta 1926 sklepal, da je na jugovzhodnem kotu Tetijevega piramidnega kompleksa odkril  Merikarejevo piramido. Kasneje je ugotovil, da ne gre za Merikarejevo piramido, ampak za majhno kultno piramido, ki je spadala v Tetijev piramidni kompleks.
Druga hipoteza, ki  je nastala v drugi polovici 20. stoletja, je Merikarejevo piramido prepoznala v Lepsiusovi piramidi XXIX, locirani v severni Sakari. Piramida je bolj znana kot Brezglava piramida. Nekaj egiptologov, med njimi tudi Jocelyne Berlandini, je  hipotezo zavrnilo in leta 1979 trdilo, da je Brezglava piramida verjetneje pripadala faraonu Menkauhorju iz Pete dinastije, edinemu iz te dinastije, katerega piramida ni bila uradno prepoznana. Njihova trditev je temeljila na tehnikah gradnje piramide in dejstvu, da so se svečeniki Menkauhorjevega posmrtnega kulta pogosto pokopavali v severni Sakari.
Leta 1994 je Jaromir Malek objavil študijo, v kateri je trdil, da Brezglava piramida pripada faraonu Merikareju. Avtor je v študiji poudaril, da v neposredni  bližini Brezglave piramide ni nobene grobnice iz Pete dinastije. Leta 2008 so se izkopavanja okoli Brezglave piramide nadaljevala pod vodstvom Zahija Hawassa in potrdila, da je iz Pete dinastije. Potrditev je temeljila na oceni strukture spomenika in gradiv, ki so bila značilna za to obdobje.  Čeprav med izkopavanji niso odkrili nobenega napisa z imenom  faraona, je Hawass piramido pripisal Menkauhorju, edinemu faraonu iz Pete dinastije, katerega piramida ni bila odkrita. Če so Berlandinijine in Hawassove ugotovitve  pravilne, Merikarejeva piramida  še vedno leži neodkrita nekje v Sakari.

## Vir
- Christoffer Theis: Die Pyramiden der Ersten Zwischenzeit. Nach philologischen und archäologischen Quellen. Studien zur Altägyptischen Kultur, sl. 39, 2010, str. 321–339.